# Championnat d'Espagne de football 2003-2004
Navigation
Championnat d'Espagne 2002-2003 Championnat d'Espagne 2004-2005
Le Championnat d'Espagne de football de Primera División 2003-2004 est la 73e édition de la compétition. Celle-ci débute le 30 août 2003 et se termine le 23 mai 2004.
Le Valence CF remporte le titre de champion devant le FC Barcelone. Il s'agit du 6e titre de champion pour le club valencien.

## Clubs participants
| - Albacete - Athletic Bilbao - Atlético Madrid - FC Barcelone - Betis - Celta Vigo - Deportivo La Corogne - Espanyol Barcelone - Málaga CF - RCD Majorque |  | - Murcie - Osasuna - Racing Santander - Real Madrid - Real Sociedad - Séville FC - Valence CF - Valladolid - Villarreal CF - Saragosse |

## Classement
| Rang | Équipe                | Pts  | J  | G  | N  | P  | Bp | Bc | Diff |
| ---- | --------------------- | ---- | -- | -- | -- | -- | -- | -- | ---- |
| 1    | Valence CF            | 77   | 38 | 23 | 8  | 7  | 71 | 27 | +44  |
| 2    | FC Barcelone          | 72   | 38 | 21 | 9  | 8  | 63 | 39 | +24  |
| 3    | Deportivo La Corogne  | 71   | 38 | 21 | 8  | 9  | 60 | 34 | +26  |
| 4    | Real Madrid T S       | 70   | 38 | 21 | 7  | 10 | 72 | 54 | +18  |
| 5    | Athletic Bilbao       | 56   | 38 | 15 | 11 | 12 | 53 | 49 | +4   |
| 6    | Séville FC            | 55   | 38 | 15 | 10 | 13 | 56 | 45 | +11  |
| 7    | Atlético de Madrid    | 55   | 38 | 15 | 10 | 13 | 51 | 53 | -2   |
| 8    | Villarreal CF         | 54   | 38 | 15 | 9  | 14 | 47 | 49 | -2   |
| 9    | Real Betis            | 52   | 38 | 13 | 13 | 12 | 46 | 43 | +3   |
| 10   | Málaga CF             | 51   | 38 | 15 | 6  | 17 | 50 | 55 | -5   |
| 11   | RCD Majorque          | 51   | 38 | 15 | 6  | 17 | 54 | 66 | -12  |
| 12   | Real Saragosse P C    | 48   | 38 | 13 | 9  | 16 | 46 | 55 | -9   |
| 13   | CA Osasuna            | 48   | 38 | 11 | 15 | 12 | 38 | 37 | +1   |
| 14   | Albacete Balompié P   | 47   | 38 | 13 | 8  | 17 | 40 | 48 | -8   |
| 15   | Real Sociedad         | 46   | 38 | 11 | 13 | 14 | 49 | 53 | -4   |
| 16   | Espanyol de Barcelone | 43   | 38 | 13 | 4  | 21 | 48 | 64 | -16  |
| 17   | Racing de Santander   | 42-1 | 38 | 11 | 10 | 17 | 48 | 63 | -15  |
| 18   | Real Valladolid       | 41   | 38 | 10 | 11 | 17 | 46 | 56 | -10  |
| 19   | Celta de Vigo         | 39   | 38 | 9  | 12 | 17 | 48 | 68 | -20  |
| 20   | Real Murcie P         | 26   | 38 | 5  | 11 | 22 | 29 | 57 | -28  |

Qualifications européennes
Ligue des champions 2004-2005
- 1er et 2e : phase de groupes
- 3e et 4e : 3e tour de qualification

Coupe UEFA 2004-2005
- 5e, 6e et C : 1er tour

Coupe Intertoto 2004
- 7e : 3e tour
- 8e : 2e tour

Relégation
- 18e, 19e et 20e : relégation en Segunda División

Abréviations
- T : Tenant du titre
- C : Vainqueur de la Coupe du Roi 2003-2004
- S : Vainqueur de la Supercoupe d'Espagne 2003
- P : Promus de Segunda División
- -1 : Point de pénalité[N 1]

## Classement des buteurs
| Buteur          | Équipes            | Buts |
| --------------- | ------------------ | ---- |
| Ronaldo         | Real Madrid        | 24   |
| Júlio Baptista  | FC Séville         | 20   |
| Mista           | Valence CF         | 19   |
| Raúl Tamudo     | Espanyol Barcelone | 19   |
| Fernando Torres | Atlético Madrid    | 19   |
| Salva           | Málaga CF          | 18   |
| David Villa     | Real Saragosse     | 18   |

## Bilan de la saison
| Tableau d'Honneur                 |                |
| Compétition                       | Vainqueur      |
| Championnat d'Espagne de football | Valencia CF    |
| Coupe d'Espagne de football       | Real Saragosse |

| Promotions et relégations    |                                        |
| Relégués en Segunda División | Real Valladolid Celta Vigo Real Murcie |
| Promus en Primera División   | Levante UD Getafe CF CD Numancia       |